# Деренбург, Гартвиг
Гартвиг Деренбург, также Хартвиг Деренбу́р; Деранбу́р или Дернбург (фр. Hartwig Derenbourg; англ. Henry Derembourg или Derembourg; 1844—1908) — французский профессор арабского языка в Париже и переводчик, академик, автор многих трудов об арабской филологии и литературе, один из редакторов «La Grande Encyclopédie».
Сын академика Иосифа Деренбурга (1811—1895).

## Биография
Родился в Париже в 1844 г. По окончании лицеев Карла Великого и Кондорсе изучал семитские языки, особенно еврейский и арабский, под руководством Жозефа Рено, Ульмана (главного раввина Франции) и своего отца; затем последовательно работал в Гёттингене и Лейпциге.
В 1866 г., уже будучи доктором философии Гёттингенского университета, Деренбург получил приглашение в Императорскую библиотеку в Париже для каталогизации арабских рукописей.
В 1871 г. тесть Деренбурга, Герман-Иосиф Бэр (Hermann Joseph Baer), известный книгопродавец во Франкфурте-на-Майне, поставил Деренбурга во главе парижского отделения своей фирмы. Через четыре года Деренбург одновременно занял в парижской еврейской богословской семинарии профессуру по арабскому и прочим семитским языкам и поступил преподавателем арабской грамматики в Школе восточных языков и культур. В апреле 1879 г. ему была предложена в последнем учреждении кафедра арабской литературы, вакантная с 1867 г. после смерти Жозефа Рено.
В 1880 г. министр народного просвещения поручил Деренбургу разбор арабских рукописей Эскуриала и других испанских книгохранилищ. По возвращении из этой командировки Деренбург по приглашению Э. Ренана принял участие в образованной при Академии надписей и изящной словесности комиссии по разбору семитских надписей, причём ему был поручен специальный отдел надписей химьяритских и сабейских, которыми Деренбург и занялся под руководством своего отца.
В 1884 г. он был назначен профессором арабского языка при Школе высших исследований, а на следующий год занял там же и вторую кафедру — ислама и истории религии доисламского периода в Аравии.
В июне 1900 г. Деренбург был избран членом Академии надписей и изящной словесности. Кроме того, он состоял почётным членом Исторической академии в Мадриде, Египетского института в Каире, Лондонского общества библейской археологии и ряда других учёных обществ.
Деренбург принимал активное участие в еврейских делах: он состоял членом центрального комитета Всемирного еврейского союза и совета Société des études juives (с 1890 г. его председателем); кроме того, был вице-президент администрации Израильской рабочей школы (École de travail israélite). Помимо всего этого, Деренбург был один из основателей и редакторов «La Grande Encyclopédie».
Публиковался в газетах и журналах: «Journal des savants», «Journal asiatique», «Revue Critique», «Revue des études juives», «Revue d’Assyriologie et Archéologie Orientale», «Revue de l'histoire des religions» и др.

## Труды
- «De pluralibus linguae arabicae», 1867;
- «Quelques observations sur l’antiquité de la déclinaison dans les langues sémitiques», 1868;
- «Le Dîwân de Nâbiga Dhobyâni» (1869) — впервые изданный арабский текст «Диван» ан-Набиги с французским переводом[5];
- «Catalogue des manuscrits arabes de la Bibliothèque Impériale», 4 тт., 1866—70;
- «Notes sur la grammaire arabe», 1869—71;
- «Histoire littéraire de l’Ancient Testament» (1873) — перевод труда Нёльдеке, в сотрудничестве с Жюлем Сури;
- «Le livre des locutions vicieuses de Djawâliki» (1875),
- «Le livre de Sîbawaihi» (2 тт., 1881—1889) — издание книги Сибавейхина основании рукописей, находящихся в Каире, Эскориале, Париже, Вене, СПб. и Оксфорде[5];
- «Quatre lettres missives écrites dans les années 1470—75 par Aboû’l Hasan Ali, avant-dernier roi maure de Grenade» (1883);
- «Etudes sur l’Epigraphie du Yemen» (1884, вместе с отцом);
- «Арабские рукописи Эскориала» / «Les manuscrits arabes de l’Escurial» (I, 1884, II, 1899);
- «Chrestomathie élémentaire de l’arabe littéral» (вместе с Спиро[англ.], 1885, 2 изд. 1891).
- «La science des religions et l’islamisme», 1886;
- «Ousâma ibn Mun Kidh» (1886) — арабский текст «Автобиографии» Усамы ибн Мункыз;
- «Souvenirs historiques et récits de chasse» (франц. перевод «Автобиографии Усамы»), 1895;
- «Silvestre de Sacy, une esquisse biographique», Лейпциг, 1886; Париж, 1892 и 1895; Каир, 1903 — о Сильвестре де Саси (1758—1838);
- «Jemen inscriptions» (коллекция Глазера в Британском музее), 1888;
- «Catalogue des manuscrits judaïques entrés au British Muséum de 1867 à 1890», 1891;
- «Les monuments sabéens et himyarites de la Bibliothèque Nationale, Cabinet des médailles et antiques», 1891;
- «Une épitaphe minéenne d’Egypte», 2 части, 1893 и 1895;
- «Al-Fakhri d’Ibn Tiktaka» (новое издание арабского текста, 1895) — о Ибн ат-Тиктака (1262—1310);
- «Les Croisades d’après le Dictionnaire géographique de Jakout», 1895;
- «Oumara du Jémen, sa vie et son oeuvre», 1897—1903 — о Умаре Йеменском[англ.] (1121—1174);
- «Les monuments sabéens et himyarites du Musée d’archéologie de Marseille», 1899;
- «Corpus inscriptionum semiticarum: pars quarta, inscriptiones himyariticas et sabaeas continens», III, 1900;
- «Ibn Khalawaihi, livre intitulé Laisa» (неокончено; 1901);
- «Les manuscripts arabes de la collections Schefer à la Bibliothèque Nationale», 1901 — о коллекции Шефера в Национальной библиотеке Франци;
- «Notice sur la vie et les travaux de Maximin Deloche», 1901, 2 изд. 1902 — об историке и нумизмате Максимине Делоше (1817—1900);
- «Michel Amari, la vie d’un historien et orientaliste italien», 1902 — об итальянском историке-ориенталисте Микеле Амари (1806—1889);
- «Nouveaux textes yéménites inédits», 1902.